# 温熵图
在热力学中使用温熵图将热力学过程或循环期间的温度变化及比熵可视化。并有助于在过程中将热传递可视化。对于可逆（理想）过程， T-s 曲线下的面积是在整个过程期间传递给系统的热量。
等熵过程在 T-s图上为垂直线，而等温过程为水平线。

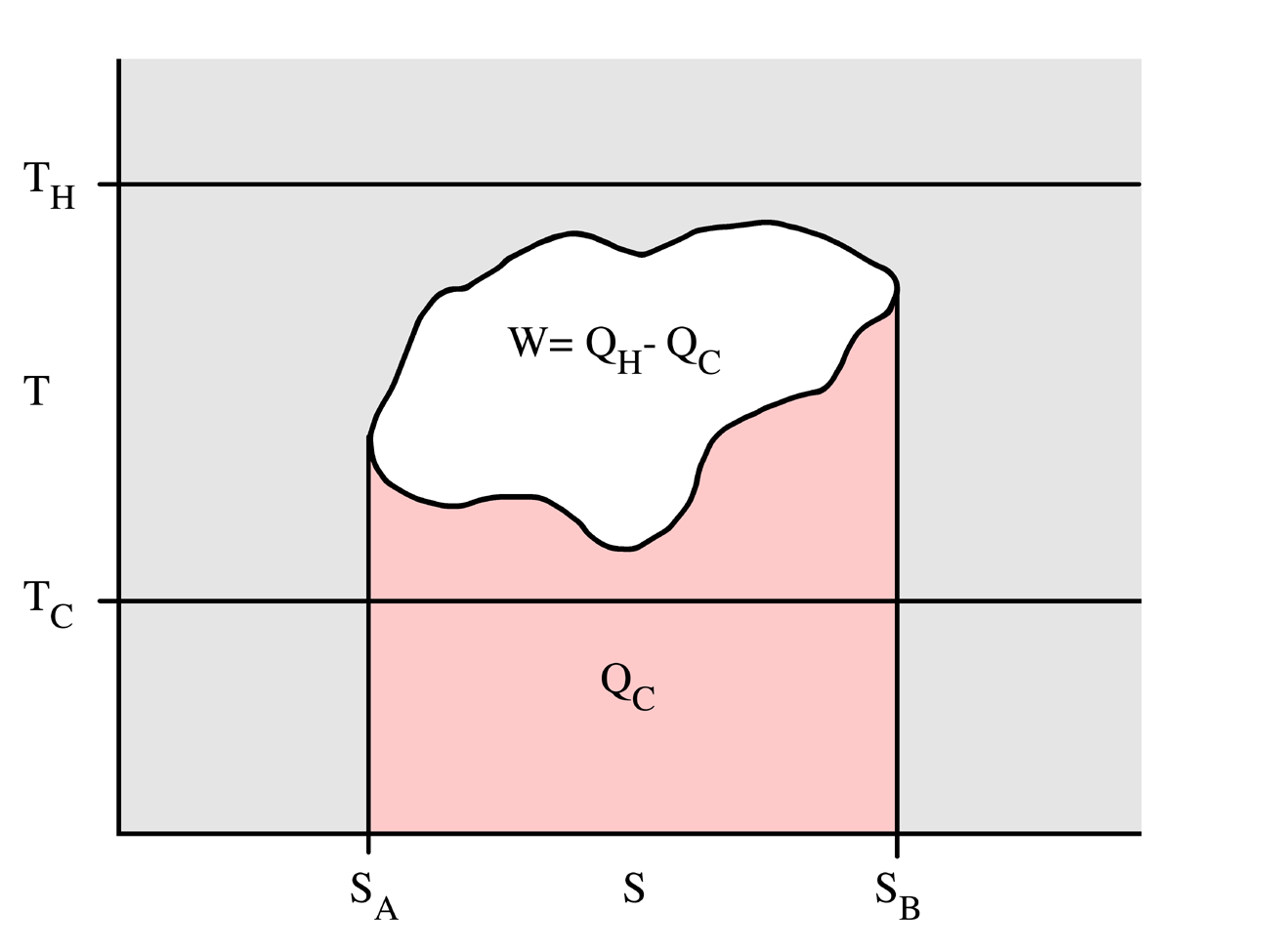
该示例 T-s 图显示在温度为 T_{H} 的热源和温度为 T_{C} 的冷源之间发生的热力学循环。对于可逆过程，如卡诺循环中的过程，红色 Q_{C} 的面积为系统与冷源之间交换的热量。白色 W 的面积为系统通过做功与其周围环境交换的能量。与热源交换的热量 Q_{H} 是两者之和。循环的热效率是白色面积（功）与白色和红色面积之和（总热）的比率。如果循环沿顺时针方向移动，则它是输出功的热机，如果循环沿逆时针方向移动，则它是消耗功并将热量 Q_{H} 从冷源转移至热源的热泵。

蒸汽的温熵图，英制单位。

## 相关
- 卡诺循环
- 朗肯循环
- 饱和蒸汽曲线（英语：Saturation vapor curve）